# フロプリスチン
フロプリスチン（英：Flopristin）はストレプトグラミンAに属する半合成抗生物質である。フロプリスチンはプリスチナマイシンIIBのフッ素化誘導体である。
フロプリスチンは実験中薬物のNXL103の成分のひとつである。